# Städtische Universität Sanjō

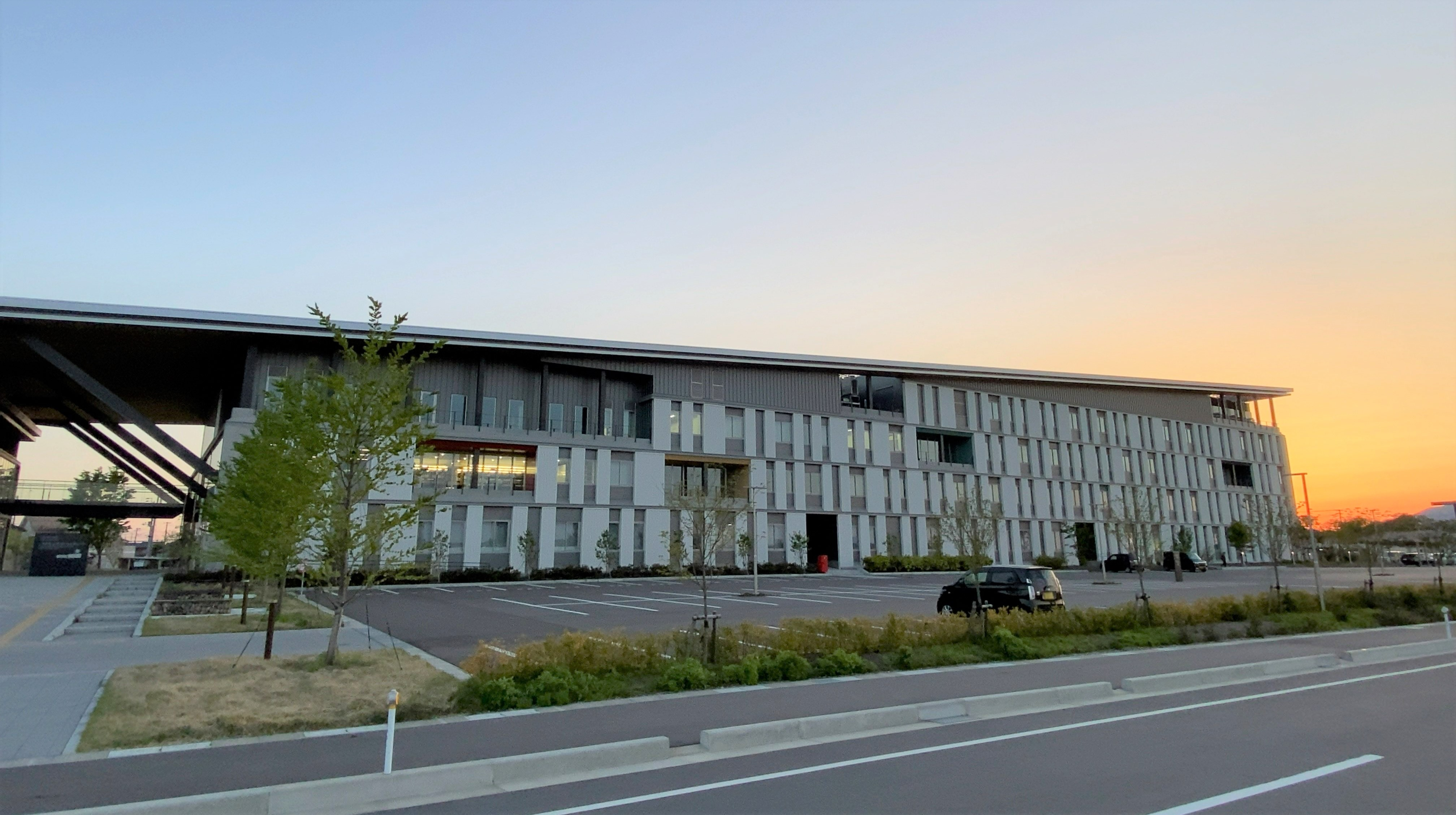
Hauptgebäude (2022)

Die Städtische Universität Sanjō (japanisch 三条市立大学 Sanjō-shiritsu daigaku; engl. Sanjo City University) ist eine städtische Universität in Sanjō in der Präfektur Niigata (Japan).
Die Universität wurde 2021 gegründet. Die Stadt Sanjō und ihre Nachbarstadt Tsubame sind geschichtlich Städte von Produktionsindustrie (vor allem Metallverarbeitung). Ziel der Universität ist es, die regionale Tradition von Produktionsindustrie zu erben und „innovative Technologen“ zu fördern. Die Universität hat bisher keine Graduiertenschule.

## Fakultäten
- Fakultät für Ingenieurwissenschaften
  - Abteilung für Technologie und Engineering Management